# Кадырова, Жанна Эльфатовна
Жа́нна Эльфа́товна Кады́рова (род. 1981, Бровары, Киевская область) — украинская художница. Лауреат Национальной премии Украины имени Тараса Шевченко (2025).

## Биография
Родилась в 1981 году в г. Бровары Киевской области. В 1999 году окончила отделение скульптуры Киевской государственной художественной средней школы им. Т. Г. Шевченко.
Инициатор художественных групп, выставок, акций, таких как Р.Э.П. (Революционное экспериментальное пространство), музыкальной панк группы «Пенопласт», 8=8, «Завоёванный город», «Город победителей», «Ни жюри, ни приза», «Новая история» (Харьковский художественный музей). Куратор выставок в киевском LabGarage.
В 2009 году создала «Памятник новому памятнику» в г. Шаргород (Украина). Сконструировала и установила в Киеве скульптурные объекты «Лавки-графики» (проект «Kiev Fashion Park»).
В 2011 году была удостоена специальной премии PinchukArtCentre. В апреле 2012 года — премии Сергея Курехина в номинации Искусство в общественном пространстве (паблик-арт) за работу «Форма света». В декабре 2012 года — премии имени Казимира Малевича. В 2013 году — главной премии PinchukArtCentre. Номинантка премии «Женщины в искусстве»-2019 от «UN Women» в Украине.
В рамках 59-й Венецианской биеналле (2022) в галерее Galleria Continua прошла выставка Жанны Кадировой «Паляниця» (Pallianitsa).

## Персональные выставки
- 2011 — «Неявные формы». Малая Галерея Мыстецького Арсенала, Киев[13].
- 2009 — «Расчёт»[14], Киев.
- 2008 — «Невидимое различие» (совм. с И. Кориной, Д. Мачулиной). Галерея «АРТСтрелка-projects», Москва.
- 2006 — «Діаманти» (совм. с А. Сагайдаковским). Киевский Центр Современного Искусства, Киев.
- 2006 — «Бриллиант — своими руками!». Галерея «Риджина», Москва.

## Избранные групповые выставки
- 2013 — «Sphères 6». Галерея Continua/Les Moulins, Буасси-ле-Шатель.
- 2012 — «Склад современного искусства». Мастерская Ж. Кадыровой, Киев[15].
- 2012 — «Апокалипсис и Возрождение в Шоколадном доме». Шоколадный дом, Киев[16].
- 2012 — «Angry Birds». Музей современного искусства, Варшава[17].
- 2012 — Без названия. «Набоков и Ко», Москва.
- 2011 — «Вкл. Выкл.», «Артхаус», Москва[18].
- 2011 — «Нужное искусство». Парк Горького, Москва[19][20].
- 2011 — «Учебная тревога». Knoll Galerie, Viennafair, Вена[21].
- 2011 — «Фантомные монументы». ЦСК «Гараж», Москва[22][23].
- 2010 — WC, альтернативная программа Cosmoscow. «Красный Октябрь», Москва[24].
- 2010 — «Tape It». Центр современного искусства OUI, Гренобль[25][26].
- 2009 — «Город победителей». Галерея «Виктория», Самара[27].
- 2009 — «Завоёванный город». Галерея «Риджина», Москва[28][29].
- 2006 — «Модус Р: русский формализм сегодня». Здание Ньютон, Майами[30][31][32].
- 2006 — «8=8». L-галерея, Москва[33][34].